# Маленький Робінзон Крузо (фільм, 1924)
Маленький Робінзон Крузо (англ. Little Robinson Crusoe) — американська кінокомедія режисера Едварда Ф. Клайна 1924 року.

## Сюжет
Міккі Хоган — юнга на кораблі під командуванням жорстокого капітана. Його єдиний друг чорна кішка П'ятниця. Під час шторму їхній корабель тоне і Міккі потрапляє на острів, на якому живуть канібали. Сусідній острів знаходиться у володінні білої людини Адольфа Шмідта, який живе там зі своєю дочкою Гретою.

## У ролях
- Джекі Куган — Міккі Хоган
- Деніел Дж. О'Брайєн — шеф поліції
- Вілл Воллін — капітан поліції
- Том Санчі — капітан Дін
- Кларенс Вілсон — «Сінгапур» Скроггс
- Едді Боланд — радист
- Ноубл Джонсон — Марімба (головний канібал)
- Берт Спротт — Адольф Шмідт
- Глорія Грей — Грета Шмідт